# 강모 (털)
강모(bristle)는 돼지, 식물과 같은 동물이나 솔 (도구)이나 빗자루와 같은 도구에 있는 뻣뻣한 털이나 깃털(천연 또는 인공)이다.

## 합성 유형

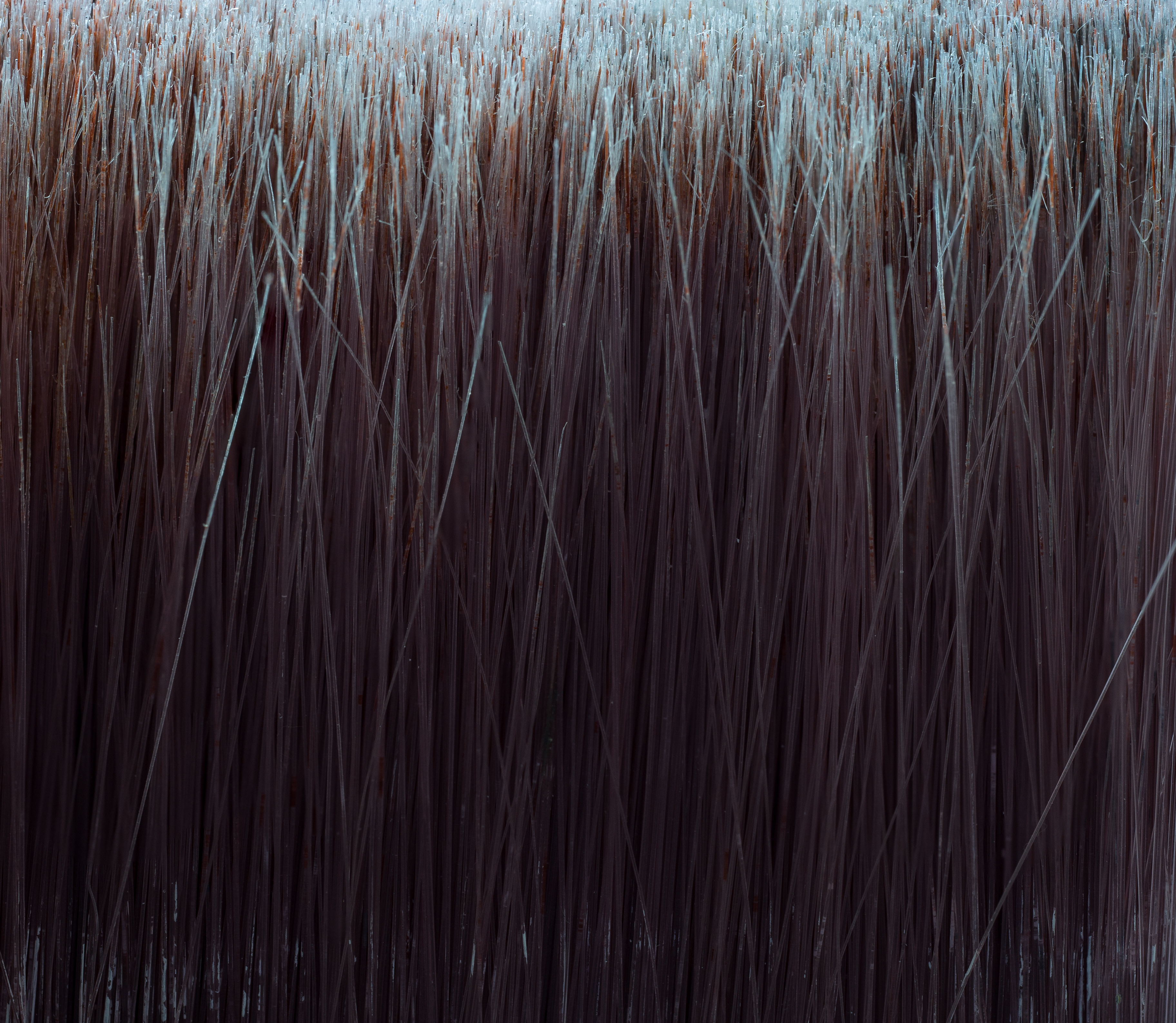
오일 페인트 브러시에 강모의 근접 촬영

나일론과 같은 합성 소재는 빗자루나 스위퍼와 같은 품목의 강모를 만드는 데에도 사용된다. 강모는 마모성이 강하기 때문에 청소 목적으로 브러시를 만드는 데 자주 사용된다. 일반적인 예로는 칫솔과 변기 솔이 있다. 강모 브러시와 수세미는 일반적인 가정용 청소 도구로 냄비와 팬에서 먼지나 기름을 제거하는 데 자주 사용된다. 강모는 청소용 이외의 브러시, 특히 페인트 브러시에도 사용된다.
강모는 플래그가 있는 것(쪼개지고 뭉툭한 끝) 또는 플래그가 없는 것으로 구별된다. 이는 무리를 짓거나 묶지 않은 강모로도 알려져 있다. 청소 용도에서 플래그가 있는 강모는 드라이클리닝(플래그가 없는 것보다 먼지를 더 잘 흡입하기 때문에)에 적합하고 플래그가 없는 강모는 습식 청소에 적합하다(플래그가 있는 끝 부분이 젖으면 더러워지고 매트해지기 때문에). 페인팅할 때 플래그가 있는 강모를 사용하면 더 균일하게 적용할 수 있다.